# جين كاربنتر (ممثلة)
جين كاربنتر (بالإنجليزية: Jeanne Carpenter)‏ هي ممثلة أمريكية، ولدت في 1 فبراير 1916 في كانساس سيتي في الولايات المتحدة، وتوفيت في 5 يناير 1994 في أوكسنارد في الولايات المتحدة بسبب نفاخ رئوي.

## وصلات خارجية
- جين كاربنتر على موقع IMDb (الإنجليزية)
- جين كاربنتر على موقع ألو سيني (الفرنسية)
- جين كاربنتر على موقع أول موفي (الإنجليزية)
- جين كاربنتر على موقع قاعدة بيانات الفيلم (الإنجليزية)
- جين كاربنتر على موقع كينوبويسك (الروسية)